# Совместные ядерные миссии НАТО
Совместные ядерные миссии НАТО (англ. Nuclear sharing) — соглашения США с рядом стран НАТО о передаче их военно-воздушным силам в случае военной необходимости ядерных бомб с баз хранения США в этих странах.

## Описание
По данным на 2019 год, на территории Европы было размещено около 150 американских ядерных бомб B61 в пяти странах:
1. Бельгии (10-20) (авиабаза Кляйне Брогель[англ.]),
2. Германии (10-20) (авиабаза Бюхель[англ.]),
3. Италии (60-70) (авиабазы Авиано[англ.] и Геди[англ.]),
4. Нидерландах (10-20) (авиабаза Волкель[англ.]) и
5. Турции (60-70) (авиабаза Инджирлик)[1][2].

Ответственность за хранение этих бомб лежит на ВВС США. В случае начала войны они могут быть установлены на самолётах той страны, в которой они хранятся, но только командование США может принять решение о их применении. Бомбы B61 способны нести истребители-бомбардировщики F-15, F-16, а также Tornado.
Федерация американских учёных в 2021 году сообщила, что США за последние годы сократили количество своего тактического ядерного оружия в Европе с 150 до 100 авиабомб (официально об этом не объявлялось). Большая часть бомб была якобы вывезена с базы Инджирлик в Турции, с властями которой у США ухудшились отношения.
О своем желании разместить американское ядерное оружие на территории Польши регулярно заявляют власти Польши.
| Страна     | База           | Приблизительно |
| ---------- | -------------- | -------------- |
| Бельгия    | Клейне Брогель | 20             |
| Германия   | Бюхель         | 20             |
| Италия     | Авиано         | 20             |
| Италия     | Геди           | 20             |
| Нидерланды | Фолькель       | 20             |
| Турция     | Инджирлик      | 20             |
|            |                | 100            |